# Marjolein Bolhuis-Eijsvogel
Maria Yolanda Caroline Gertrude (Marjolein) Bolhuis-Eijsvogel (Haarlem, 16 juni 1961) is een Nederlandse voormalige hockeyspeelster. Ze speelde 123 interlands (56 doelpunten) voor de Nederlandse vrouwenhockeyploeg. Ze nam tweemaal deel aan de Olympische Spelen en won hierbij twee medailles.

## Loopbaan
Haar debuut voor het Nederlands elftal maakte de aanvalster op 17 januari 1980 in de oefeninterland Sovjet-Unie-Nederland te Moskou (1-2). Op de Olympische Spelen van Seoel speelde zij op 29 september 1988 haar laatste wedstrijd, de gewonnen troostfinale tegen Groot-Brittannië (3-1).
In de Nederlandse hoofdklasse kwam ze uit voor de Amsterdamsche Hockey & Bandy Club. Zowel bij deze club als bij het nationale team heeft zij de aanvoerdersband gedragen. Andere clubs waar zij voor uitkwam zijn Rood-Wit, Zandvoort en Bloemendaal.
Van 2002 tot 2007 was Bolhuis-Eijsvogel voorzitter van De 144, een Genootschap van Sportvrienden. Op 21 juni 2007 werd zij benoemd in het hoofdbestuur van de Koninklijke Nederlandse Hockey Bond. Zij bekleedde er tot 2016 de post van Commissaris Tophockey Dames. In 2016 wordt ze benoemd tot ere-lid. Ze is vanaf 6 juni 2019 raadslid van de Nederlandse Sportraad.
Marjolein Bolhuis-Eijsvogel is een dochter van sportverslaggever en tandarts Hans Eijsvogel. Zij is getrouwd met tandarts/hockeytrainer Peter Bolhuis, een broer van André Bolhuis, oud-tandarts.

## Erelijst
Eijsvogel won met de Amsterdamsche Hockey & Bandy Club vier landstitels en drie Europa Cups.
- WK Hockey 1981 te Buenos Aires (Argentinië)
- WK Hockey 1983 te Kuala Lumpur (Maleisië)
- EK Hockey 1984 te Rijsel (Frankrijk)
- Olympische Spelen 1984 te Los Angeles (Verenigde Staten)
- WK Hockey 1986 te Amstelveen (Nederland)
- Champions Trophy 1987 te Amstelveen (Nederland)
- EK Hockey 1987 te Londen (Groot-Brittannië)
- Olympische Spelen 1988 te Seoel (Zuid-Korea)

Carina Benninga · 
Det de Beus · 
Fieke Boekhorst · 
Marjolein Bolhuis-Eijsvogel · 
Marieke van Doorn · 
Irene Hendriks · 
Elsemiek Hillen · 
Aletta van Manen · 
Anneloes Nieuwenhuizen · 
Martine Ohr · 
Sandra Le Poole · 
Alette Pos · 
Lisette Sevens · 
Sophie von Weiler · 
Laurien Willemse · 
Margriet Zegers · 
Coach: Gijs van Heumen
Willemien Aardenburg · 
Carina Benninga · 
Det de Beus · 
Marjolein Bolhuis-Eijsvogel · 
Yvonne Buter · 
Marieke van Doorn · 
Annemieke Fokke · 
Noor Holsboer · 
Lisanne Lejeune · 
Helen Lejeune-van der Ben · 
Aletta van Manen · 
Anneloes Nieuwenhuizen · 
Martine Ohr · 
Sophie von Weiler · 
Laurien Willemse · 
Ingrid Wolff ·
Coach: Gijs van Heumen